# Cephalaeschna viridifrons
Cephalaeschna viridifrons е вид водно конче от семейство Aeshnidae. Видът не е застрашен от изчезване.

## Разпространение
Разпространен е в Индия (Асам, Западна Бенгалия, Мегхалая и Сиким), Мианмар и Непал.